# Diotim (poeta èpic)
Diotim (en grec antic: Διότιμος, llatí: Diotīmus) fou un poeta de l'antiga Grècia que conreà la poesia èpica.
Solament és conegut per una sèrie de referències a la Suda i en Miquel Apostoli, l'eclesiàstic medieval, com a autor d'un poema en versos hexàmetres sobre els treballs d'Hèrcules intitulat Heraclea (Ἡρακλεία). Un dels versos parla dels cercops.
Reitzenstein s'aventura a identificar-lo amb Diotim d'Adramítion, gramàtic del segle iii aC, i també amb l'autor de diversos epigrames de l'Antologia grega.